# John Qualen
John Qualen (ur. 8 grudnia 1899 w Vancouver, zm. 12 września 1987 w Torrance) – kanadyjski aktor filmowy.
Qualen urodził się w rodzinie norweskich imigrantów w Vancouver w Kolumbii Brytyjskiej (Kanada) jako Johan Mandt Kvalen, jednakże jego ojciec zdecydował później o zmianie rodzinnego nazwiska na "Qualen". John Qualen dorastał w Elgin w stanie Illinois (USA).
Wstępem do jego kariery aktorskiej było wygranie konkursu recytatorskiego podczas studiów na Uniwersytecie Northwestern. Wkrótce potem wystąpił w sztuce "Street Scene" Broadwayu.
Karierę filmową rozpoczął od filmowej adaptacji "Street Scene", w tej samej roli którą zagrał już na Broadwayu. Pojawił się w ponad stu filmach, a w latach 70. XX w. występował również w telewizji. Często obsadzano go w rolach Skandynawów, gdyż jego akcent dawał komiczny efekt.
John Qualen zmarł na atak serca w 1987 roku w Torrance w Kalifornii. Pozostawił po sobie trzy córki.

## Filmografia
- Street Scene (1931)
- Arrowsmith (1931)
- Trzej muszkieterowie (1935)
- Fit for a King (1937)
- His Girl Friday (1940)
- Grona gniewu (1940)
- Knute Rockne All American (1940)
- Tortilla Flat (1942)
- Casablanca (1942)
- Hans Christian Andersen (1952)
- The High and the Mighty (1954)
- Poszukiwacze (1956)
- Anatomy of a Murder (1959)
- Elmer Gantry (1960)
- The Man Who Shot Liberty Valance (1962)
- 7 Faces of Dr. Lao (1964)
- Cheyenne Autumn (1964)
- A Patch of Blue (1965)